# 斯坦尼斯拉夫·彼得羅夫
斯坦尼斯拉夫·葉夫格拉福維奇·彼得羅夫（俄语：Станисла́в Евгра́фович Петро́в，羅馬化：Stanislav Yevgrafovich Petrov，1939年9月9日—2017年5月19日），出生於海參崴的前苏联国土防空军中校。

## 生平
1983年9月26日，他負責執勤，發現蘇聯飛彈預警系統oko發出警報，警告美國核子洲際飛彈來襲。他判斷這是一個假警報，並忽視不加以處理，因此防止了美蘇間大規模核戰爭的爆發。
警報事件之後幾天，彼得羅夫因為那天晚上值班受到批評，原因是因為值班日記有誤。以後的10年，他一直保持沉默。彼得羅夫表示：「我覺得，要是承認我們的系統出現了那樣的失誤，是蘇聯軍隊的恥辱。」直到蘇聯解體以後才事件曝光，彼得羅夫獲授數個國際大獎，但是，他並不認為自己是英雄，只表示：「我不過是在幹我的工作。不過，很幸運，那天晚上是我值班。」

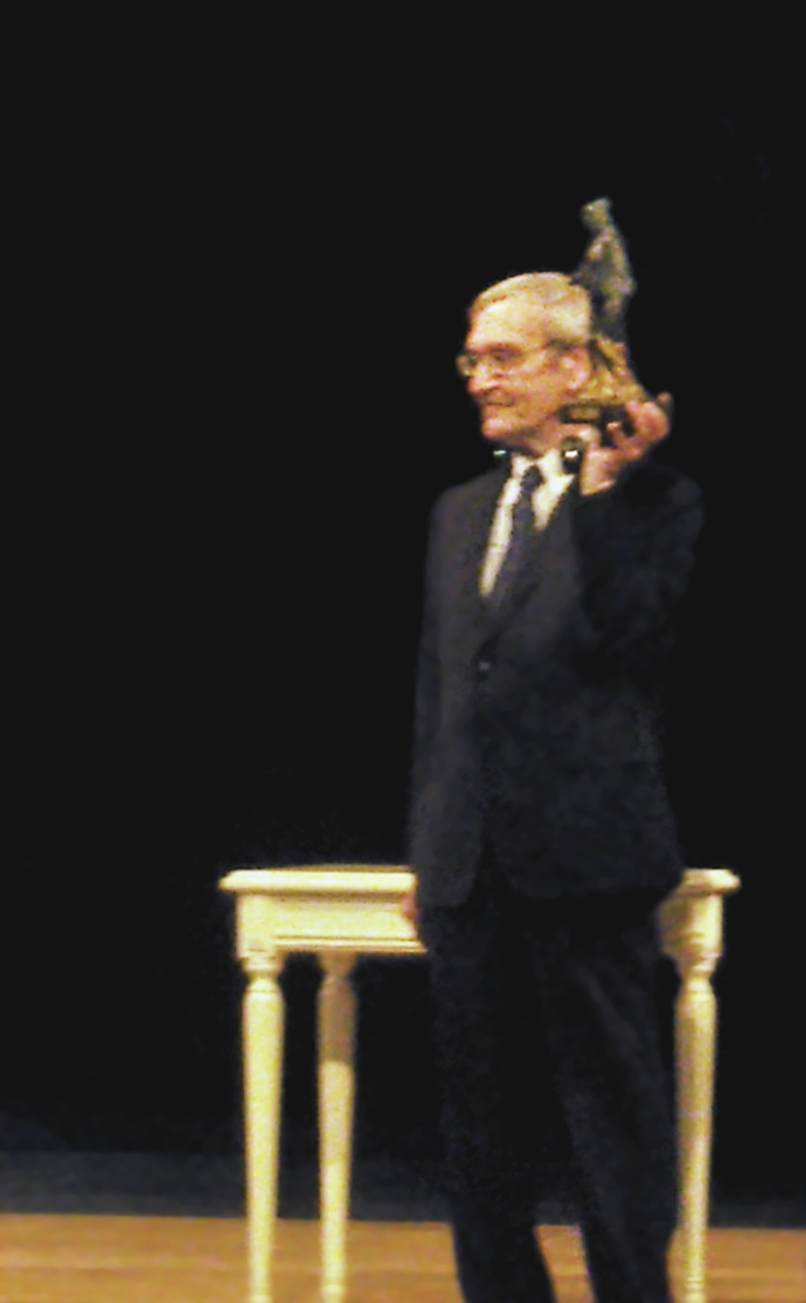
因其事蹟和舉動，斯坦尼斯拉夫·彼得羅夫於2013年2月在德國領受德累斯頓和平獎。

2017年5月19日逝世，享壽77歲。

## 外部連結
- BrightStarSound.com （页面存档备份，存于） a tribute website, multiple pages with photos and reprints of various articles about Petrov
- Nuclear War:  Minuteman （页面存档备份，存于）
- The Nuclear War that Almost Happened in 1983 (posted 9-5-03) （页面存档备份，存于）
- Wired.com Sept. 26, 1983: The Man Who Saved the World by Doing ... Nothing （页面存档备份，存于）
- 互联网电影数据库（IMDb）上《The Man Who Saved the World》的资料（英文）